# Christian Friedrich Henrici
Christian Friedrich Henrici, più conosciuto con lo pseudonimo di Picandro o Picander (Stolpen, 14 gennaio 1700 – Lipsia, 10 maggio 1764), è stato un poeta e librettista tedesco.
Lavorò su molte delle cantate che Johann Sebastian Bach compose a Lipsia.

## Biografia
Henrici aveva studiato legge a Wittenberg e Lipsia, e, con ogni probabilità, svolgeva l'attività legale o insegnava legge, mentre la scrittura poetica era di fatto un'attività marginale. Aveva iniziato a scrivere versi satirici, poesie per compleanni, matrimoni e nascite, genere in voga in quel periodo. Johann Christoph Gottsched lo definì Hungerdichter, uno dei poeti per fame.
La prefazione a uno dei suoi volumi di poesie indica che l'intero volume fosse stato musicato da Bach nel 1729, sebbene solo nove delle cantate basate su quel libro in particolare siano state tramandate fino ai nostri giorni. Dal momento che molte opere importanti di Bach, in particolare la Cantata del Caffè (BWV 211) e la Passione secondo Matteo (BWV 244), utilizzano i libretti di Henrici, ciò potrebbe significare perdite significative di composizioni bachiane.